# Доњи Селковац
Доњи Селковац је насељено мјесто на подручју града Глине, Банија, Република Хрватска.

## Становништво
| Националност       | 1991.        |
| Хрвати             | 108 (99,08%) |
| Срби               |              |
| Југословени        |              |
| остали и непознато | 1 (0,91%)    |
| Укупно             | 109          |

| Демографија | Демографија | Демографија |
| Година      | Становника  | Становника  |
| ----------- | ----------- | ----------- |
| 1961.       | 251         |             |
| 1971.       | 197         |             |
| 1981.       | 167         |             |
| 1991.       | 109         |             |
| 2001.       | 51          |             |